# Miraž
Miraž (franc. mirage, od mirer < lat. mirari: čuditi se) ili zrcaljenje u atmosferi je optička pojava koja nastaje zbog loma svjetlosti u atmosferi, kada raslojavanje atmosfere nije jednoliko, pa nastaje totalno odbijanje (refleksija) svjetlosti među različito zagrijanim slojevima atmosfere, te svijanje zraka svjetlosti. Zbog toga se na primjer planine i otoci čine kao da su podignuti u visinu i odvojeni od površine Zemlje, predmeti se vide iskrivljeni, dvostruki, trostruki i drugo. Pri donjem miražu je konkavna strana zrake svjetlosti okrenuta prema gore, a pri gornjem miražu prema dolje. Među pojave miraža ubraja se i fatamorgana.

## Objašnjenje
Zrcaljenja u atmosferi ili miraži pojavljuju se pri neuobičajenim temperaturnim prilikama u atmosferi kao posljedica nesvakidašnjih pojava loma svjetlosti. Osim predmeta na tlu koji se vide izravno, opaža se i jedna ili nekoliko slika tih predmeta (obrnutih ili uspravnih). Zrake svjetlosti dolaze dakle dvama putovima u oko: izravno, kao kod običnog gledanja, i nakon odbijanja od jednog sloja u atmosferi, koji djeluje kao zrcalo. Katkada se predmet, slika koja se vidi, uopće ne nalazi u vidnom polju (skriven je ispod obzora), a zrake svjetlosti mogu dolaziti na nekoliko načina u oko. 
Zrcaljenja se u atmosferi pojavljuje samo onda kada zraka svjetlosti prelazi iz sloja veće u sloj manje gustoće zraka, a kut upada je veći od kuta totalne refleksije, to jest kada je kut α veći od kuta α', koji je određen izrazom:
{\displaystyle \sin \alpha '={\frac {n_{2}}{n_{1}}}}
gdje su n2 i n1 indeksi loma u gušćem, odnosno rjeđem sloju atmosfere. Budući da se vrijednosti n2 i n1 malo razlikuju, to će se vrijednosti graničnog kuta malo razlikovati od 90°. Čak pri razlici temperature od 10 °C između slojeva, kut α' bit će veći od 89,5°, što znači da se miraži pojavljuju samo onda kad zrake svjetlosti dolaze od predmeta gotovo vodoravno, odnosno od predmeta koji se nalaze u blizini tla. 

### Zrcaljenje prema dolje
Zrcaljenje prema dolje ili donji miraž nastaje kad su slojevi zraka sasvim uz površinu veoma zagrijani, pa gustoća zraka naglo raste s visinom. Takve se prilike zapažaju nad pustinjskim područjima, betonskim i asfaltnim površinama i cestama, kad Sunce veoma zagrije tlo i najniže slojeve zraka uz tlo, a nema vjetra. Zrake svjetlosti su tada savinute prema dolje pa oko promatrača, osim izravne slike predmeta, koja se zapaža ispod njena stvarnog položaja, zbog jednostavne totalne refleksije, obično u blizini obzora vidi i njenu zrcalnu (obrnutu) sliku. Oko promatrača, koji se nalazi na nevelikoj visini nad tlom (iznad pregrijanog sloja), vidi obično nebo i predmete blizu obzora kako se zrcale na površini nalik vodenoj (odraženom dijelu neba). Učincima zrcaljenja treba pripisati pojavu kad na primjer na Jadranu udaljeni otoci izgledaju kao da su zajedno sa svojim slikama podignuti (s rubovima poput leće), a to se javlja kad hladan zrak prodre i struji iznad relativno toplije vodene površine. 

### Zrcaljenje prema gore
Zrcaljenje prema gore ili gornji miraž nastaje kod vrlo velikog porasta temperature s visinom (barem 11,2 °C/100 m), prije svega zimi kad se Zemljina površina i sloj zraka uz nju vrlo jako ohladi. Zrake svjetlosti koje dolaze u oko promatrača savijene su prema gore, pa se predmeti vide iznad stvarnog položaja. Jake inverzije mogu se pojaviti i na nekoj visini nad tlom, prije svega iznad snježnih površina u polarnim predjelima zimi, no i iznad mora, prije svega u proljeće kad je još relativno hladno, a okolišna su područja kontinenta zagrijana, pa se topli zrak s kontinenta koji struji iznad morske površine veoma ohladi u najdonjem sloju. Uz izravnu sliku (uspravnu) može se pojaviti i nekoliko obrnutih slika iznad nje. Veličina i oblik ovise o tome kojim putem dođe zraka svjetlosti u oko promatrača. 
U atmosferi mogu na granici između niže ležećega hladnog i toplijeg gornjeg sloja nastati takozvani unutrašnji gravitacijski valovi, kod kojih nagle promjene gustoće mogu postojati ne samo u okomitom već i vodoravnom smjeru. Totalna refleksija nastaje pri tom na plohi koja svoj nagib prema vodoravnoj ravnini neprestano mijenja. U određenim situacijama mogu, dakle, nastati gradijenti gustoće i u vodoravnom smjeru, koji se prema lokalnim strujanjima na određenom mjestu u atmosferi naglo mijenjaju. Zato putanja svjetlosti može biti vrlo složena. Predmeti koji se nalaze ispod obzora mogu se vidjeti posve promijenjena oblika i veličine, i mogu isčezavati da bi se pojavile i slike drugih predmeta. Prizori, ponekad fantastičnih, neočekivanih i fascinirajućih oblika, koji pri tom nastaju zovu se fatamorgana, a poznati su osobito u krajevima oko Kalabrije (Sicilija). 
Razlike u gustoći zračnih slojeva u atmosferi mogu nastati i zbog toplinskih (termičkih) turbulencija, koja dovodi veće i manje zračne mase vrlo različitih temperatura u neprekidno, neuređeno okomito gibanje (termika). Zraka svjetlosti mijenja svoju putanju od trenutka do trenutka, pa se predmeti u okolišu opažaju kako trepere, a pri ekstremnim uvjetima čak se i obrisi predmeta posve gube. Svjetleća nebeska tijela, pa i udaljeni zemaljski točkasti izvori, noću mijenjaju neprekidno svoje prividno mjesto na nebu, te im više ili manje istodobno jačaju i slabe jakost (intenzitet) i boja svjetlosti. To se ponekad naziva i scintilacija.

## Fatamorgana
Fatamorgana u geofizici (arap. sarab, serab ili sirab) je optička pojava u Zemljinoj atmosferi, vrsta zrcaljenja u uzduhu, zbog kojega se pričinja kao da se u daljini vide predjeli i predmeti. Uzrok je prelamanje zraka svjetlosti i potpuno zrcaljenje (totalna refleksija) u različito ugrijanim slojevima uzduha. Fatamorgana se često vidi u pustinjama i tropskim krajevima (refleksija svjetlosti neba daje dojam jezera koje "bježi" kako se približavamo) i na moru (osobito u tjesnacu između Messine i Kalabrije; u pučkom se vjerovanju pripisivala djelovanju vile Morgane; legendu su na južnu Siciliju donijeli Normani). Zbog istoga uzroka vide se predmeti na moru (npr. brodovi) uzdignuti (nepreokrenuti).

## Zeleni bljesak
Zeleni bljesak je optička pojava u atmosferi koja nastaje za vrijeme zalaska ili izlaska Sunca lomom svjetlosti na slojevima zraka različite gustoće, te traje nekoliko sekundi. Kut loma zelene svjetlosti malo je veći od kuta loma crvene svjetlosti, pa je prilikom izlaska i zalaska Sunca njegov gornji rub zelene boje, a donji crvene. Pojava se može opažati na svim zemljopisnim širinama, ali je za opažanje potrebna iznimno bistra atmosfera bez vlage.

## Slike
- Vodeni miraž ("lokva vode") usred vrućeg dana na cesti je tipičan primjer donjeg miraža.
- Gornji miraž na ledenoj površini.
- Gornji miraž kod zalaska Sunca (Havaji).
- Razni prikazi fatamorgane na otocima Farallon, kako se vidi iz San Francisca.